# Женщины (роман)
«Же́нщины» (англ. Women,1978, рус. перевод 2001) — третий роман американского поэта и прозаика Чарльза Буковски (англ. Charles Bukowski, 16 августа 1920— 9 марта 1994), повествующий о многочисленных сексуальных похождениях и интригах Генри Чинаски, героя всех произведений автора, за исключением последнего (романа «Макулатура»).
«Женщины» — автобиографическая книга в рамках цикла из пяти художественных произведений Чарльза Буковски, также называемых «одиссеей Чинаски» (San Francisco Chronicle). С библиографической точки зрения «Женщины» являются центральным романом цикла и следуют за «Фактотумом» (англ. Factotum, 1975, рус. перевод 2000) — книгой, повествующей о многочисленных работах, на которых удосужилось послужить её автору, и находятся «перед» романом «Хлеб с ветчиной» (англ. Ham on Rye, 1982, рус. перевод 2000), посвящённым раннему детству писателя.
Экранизировать книгу планировал голландский кинорежиссёр Пол Верховен, который, совместно с кинопродюсером Джоном Дэвисоном, вынашивал идею постановки ещё в 1980-е (параллельно с производством фильма «Робот-полицейский») — однако картина так и не была снята.

## Сюжет
Повествование романа «Женщины» строится вокруг описаний многочисленных сексуальных партнёрш, с которыми у главного действующего лица, Генри Чинаски, строятся отношения — по большей части мимолётные интрижки, реже — длительные романы. Книгу открывают благодарности, выражаемые Буковски редакторам антологии «Огни большого города № 4» (англ. City Lights Anthology №4), а также журналам «Интенсив первого лица» (англ. First Person Intence), «Hustler» и «Рогнерз Мэгэзин» (англ. Rogner's Magazin) — в которых первоначально печатались некоторые главы романа. Непосредственное повествование предваряют цитата по Чинаски: «Сколько хороших мужиков оказалось под мостом из-за бабы», и авторское примечание о художественной природе «Женщин», а также о несоответствии персонажей книги реально существующим или существовавшим лицам.
Книга состоит из ста четырёх глав, названных по порядковому номеру оных, и не имеет деления на части. Начинается роман с исторического экскурса в жизнь Генри Чинаски; он описывает последние пятнадцать лет своей жизни — четыре года без секса, частые занятия онанизмом, неудачную женитьбу, единственную любовь своей жизни и шестилетнюю внебрачную дочь.
Здесь же, в главе № 1, появляется первый персонаж женского пола — Лидия Вэнс. Точного времени герой вспомнить не может, но утверждает, что они познакомились около шести лет назад, когда рассказчик бросил службу на почте. Знакомство с Лидией произошло на первых поэтических чтениях в одном книжном магазине Лос-Анджелеса, а отношения завязались несколькими днями позже, когда писатель заехал с визитом домой к Вэнс. Описание романа Генри и Лидии — бурного, полного секса, скандалов, многочисленных расставаний и встреч — занимает практически треть книги (от начала до тридцать второй главы включительно). В ходе развития их отношений, впрочем, половая активность главного героя не ограничивается только одной Вэнс — в его постель попадают ещё шесть представительниц женского пола.
В сюжетной хронологии это Лиллиан, одна из слушательниц с поэтических чтений, Эйприл — случайная знакомая с очередной квартирной попойки, Ди Ди Бронсон, давний друг Генри, писавшие герою любовные письма Николь и Минди, а также Лора Стэнли, с которой герой встречается на вечеринке после выступления со своим литературным материалом в Хьюстоне. Возвращение с чтений обратно в Лос-Анджелес для Чинаски ознаменует окончательный разрыв с Вэнс — многочисленные скандалы приводят к желанию Лидии уехать в Финикс к сестре; длительные отношения с писателем завершаются.
В ходе повествования, помимо рассказчика только два человека (не считая быстро меняющихся сексуальных партнёрш главного героя) предстают сюжетно значимыми: это Бобби, работник порнографического книжного магазина, и его жена, Вэлери, — друзья и соседи Чинаски.
Главный герой не остаётся на длительное время один — как только завершаются отношения с Лидией, в сюжетную линию попадает новая пассия Чинаски — «высокая статная полумиллионерша» Джоанна Дувр; непродолжительный роман быстро заканчивается, и Генри снова оказывается наедине со своим одиночеством и пьянством. В повествование попадает Тэмми, двадцатитрёхлетняя наркоманка, а вслед за ней ещё несколько девушек: Мерседес с одного из поэтических чтений, Лайза Уэстон — преподавательница танцев, Гертруда и Хильда (две девушки, нагрянувшие в гости нежданно-негаданно), а также Дебра и Кэсси — с которыми герой знакомится в баре.
Следующим персонажем романа становится девушка, получившая в книге имя «Сара», — с ней главный герой впервые знакомится в одном питейном заведении, однако предпочитает общество её подруг, Дебры и Кэсси. Развитие отношений с Сарой, владелицей закусочной под эгидой здоровой пищи, осложняют её религиозные воззрения — увлечение учением индийского мистика Мехера Бабы, в рамках которого секс возможен только после брака. Неудовлетворение толкает Чинаски на поиски иных объектов вожделения, и он, продолжая поддерживать отношения с Сарой, изменяет ей с «наполовину индианкой» Айрис Дуарте с чтений в Ванкувере и Валенсией, почитательницей творчества. На фоне осложнившихся отношений с Сарой, однако, в новогоднюю ночь у них происходит половой акт.
Следующей героиней книги становится девушка по имени Таня, «двадцатидвухлетняя хорошенькая сучка», как пишет она сама в письме Генри, с которого и начинается их знакомство. Размышляя о характере своих отношений с Сарой («Но мы ведь не женаты. У мужчины есть право. Я — писатель. Я — грязный старик»), он, заинтересованный Таниным «сексуальным голосом в стиле Бетти Буп», соглашается в телефонном разговоре встретить девушку в аэропорту — с чего и начинается их роман, последнее длительное увлечение Чинаски на страницах «Женщин». После Тани финальной сексуальной партнёршей Чинаски становится молодая мексиканская проститутка.
Роман завершается звонком Генри Саре — та, примирившаяся с изменами возлюбленного, соглашается приехать вечером. Чинаски произносит фразу, подводящую итог его обильных любовных похождений: «Мужику нужно много баб, только если они все никуда не годятся. <…> Сара заслуживает гораздо большего, нежели я ей даю. Теперь все зависит от меня».

## История создания
Британский журналист Говард Соунс, автор написанной посмертно биографии писателя под названием «Locked in the Arms of a Crazy Life», называет июль 1973 года временем, когда Ч. Буковски впервые начал собирать материал для будущего романа. К созданию книги писателя подтолкнуло прочтение «Декамерона» Джованни Боккаччо; Буковски говорил, что одна из мыслей произведения — «секс настолько смехотворен, что с ним никому не справиться» — особенно сильно повлияла на его «Женщин». Черновое название рукописи было обозначено как «Любовная история гиены» (англ. Love Tale of the Hyena).
Работа над романом велась параллельно наполнению материалом сборника поэзии «Любовь — адский пёс» (англ. Love Is a Dog from Hell, 1977) — поэтому, отмечает журналист «Журнального зала» К. Медведев, обе книги имеют массу перекличек по смежной для обоих теме — отношениям между мужчинами и женщинами, а также относятся к одному и тому же периоду жизни писателя, чем частично дублируют сюжеты друг друга. В ходе интервью с журналистом «Northwest Review», за три года до выпуска книги в печать, писатель следующим образом описывал будущий роман:
Назову его «Женщины». Вот хохоту будет, если я его напишу. И должен быть хохот. Но там нужно быть очень честным. Некоторым знакомым женщинам не надо про это знать. Но кое-что сказать охота... Только заявлять о нем не буду! У меня тогда неприятности начнутся.
В разговоре со своим другом, писателем и поэтом А. Д. Вайнансом, Буковски называл готовящуюся к публикации книгу «чем-то вроде низкой (пошлой) комедии» и извинялся за то, как обошёлся с некоторыми своими друзьями и знакомыми — комментируя, что он просто смотрит на вещи хуже всех остальных. Книга была полностью написана и готова к выпуску в 1977 году, однако вышла в печать только год спустя — что сильно огорчило Буковски, считавшего роман лучшим своим произведением. Когда роман был завершён, выпускающий редактор Джон Мартин находился на пике дебатов с критиками о том, можно ли называть ряд работ Буковски «романами» в традиционном смысле слова — на фоне того, что сам писатель оставался индифферентным к подобного рода спорам, Мартину пришлось собственноручно перерабатывать текст рукописи. Факт корректорской правки не удовлетворил писателя, и он просил восстановления оригинала — таким образом, две версии романа, выпущенные издательством Black Sparrow Books в 1978 году, незначительно отличались друг от друга.

## Персонажи
Бо́льшая часть упоминаемых в романе людей списаны Ч. Буковски со своих друзей, знакомых и любовниц — в равной степени и истории любовных отношений Чинаски представляют собой проекции личной жизни писателя. Ниже приведены ключевые (с точки зрения повествования «Женщин» и биографии Буковски) персонажи романа.
- Генри Чинаски. Главное действующее лицо и рассказчик, антигерой[9] всех романов Ч. Буковски (за исключением последнего, романа «Макулатура»). Является литературным alter ego писателя[10].
- Бобби. Настоящее имя — Джордж Ди Каприо, отец актёра Леонардо Ди Каприо[5][11][источник не указан 812 дней (обс.)].
- Вэлери. Настоящее имя — Ирмелин Ди Каприо (англ. Irmelin DiCaprio), мать Леонардо Ди Каприо[5][источник не указан 812 дней (обс.)].
- Лидия Вэнс. Прототипом Лидии и истории её отношений с Чинаски выступает американская поэтесса и скульптор Линда Кинг[англ.]. Упоминание Кинг под фамилией «Вэнс» в тексте романа подтверждает писатель. Примечательный, по словам самого Буковски, факт его биографии — неумение делать куннилингус — обнаруживается именно в период романа Генри и Лидии на страницах «Женщин». Лидия, удивленная неопытностью Генри, «учит старого пса новым трюкам», что занимает значительную часть пятой главы книги. Писатель следующим образом рассказывал эту историю журналисту Rolling Stone:

<...>это правда, когда мы с ней [с Линдой Кинг] познакомились, в самом начале еще, она сказала, будто по моим рассказам понимает, что я этого [кунилингуса] никогда не делал. Не спрашивай, как она вычислила. В общем, она сказала, что это недостаток в моем образовании. И мы взялись его исправлять — и исправили.
Книга причинила сильную боль Кинг, как утверждает она сама, однако также заставила посмеяться и вспомнить все радости времени, когда с Буковски они были вместе. «Он был очень зол на меня, когда писал, потому написал самое худшее», — цитировал женщину журналист San Francisco Chronicle. В 2009 году Линда Кинг продала 60 любовных писем Буковски на аукционе в Сан-Франциско за $69 000; о своём романе с Буковски Кинг также написала книгу «Loving and Hating Bukowski».
- Ди Ди Бронсон. Настоящее имя — Лиза Уильямс (англ. Lisa Williams)[5]. С Уильямс Буковски познакомился в 1960-х, и они имели непродолжительные романтические отношения[9].
- Тэмми. Настоящее имя — Памела Миллер Вуд (англ. Pamela Miller Wood), официантка в одном из голливудских баров, поклонница творчества Буковски, его подруга и любовница. В 2010 году Вуд выпустила книгу воспоминаний о Ч. Буковски под названием «Charles Bukowski’s Scarlet»[5][14].
- Мерседес. Настоящее имя — Джоанна Булл (англ. Joanna Bull), любовница Буковски, поэтесса-любитель, поклонница творчества писателя, бывшая девушка музыканта Левона Хелма[5].
- Сара. Настоящее имя — Линда Ли Буковски, урождённая Линда Ли Бегли (англ. Linda Lee Beighle), последняя жена и вдова писателя. Упомянутая в романе закусочная — «Таверна „Росинка“» (англ. Devy Drop Inn), располагавшаяся до 1978 года в лос-анджелесском районе «Саут-Бей[англ.]», в Редондо-Бич[15]. С Линдой Ли Буковски поженится 18 августа 1985 года, спустя девять лет после времени, когда заканчивается повествование книги[16].
- Таня. Настоящее имя — Амбер О’Нил (англ. Amber O'Neil), подруга писателя, с которой они провели один уик-энд в феврале 1977 года. О’Нил, как утверждает Г. Соунс, была сильно обижена и задета тем, как Буковски изобразил её на страницах романа — сделав упор по большей части на оральном сексе, коим, судя по словам Буковски, они единственно и занимались всё время, пока были вместе[5]. Спустя год после смерти Буковски О’Нил решила издать свою версию развития их отношений и написала короткую книгу под названием «Отсасывая у моего героя» (англ. Blowing My Hero) — однако она так и не вышла в печать из-за нарушений авторского права, связанных с включением нескольких писем Буковски к Амбер в текст произведения[17].

## Отзывы и критика
Amazon

 WeRead

 Shelfari

 Goodreads

 LibraryThing
На фоне продаж иных книг Буковски в Соединённых Штатах, роман «Женщины» имел больший успех, чем все изданные до него работы писателя. По состоянию на 1981 год книга разошлась более чем стотысячным тиражом. В отличие от «Почтамта» и «Фактотума», повествующих о жизни на «изнанке американской мечты», герой «Женщин», на момент начала повествования уже стал литературным феноменом мира мелких издательств и альтернативной прессы; в романе герою — пятьдесят, он живёт жизнью рок-звезды: имея три сотни похмелий в год и столько женщин, что позавидовал бы сам Казанова. Обозреватель «Афиши» описал произведение одним предложением: «Сексуальный попрошайка, антигерой-любовник, он вещает о невиданных старческих успехах и о вечной проблеме „тело у неё было изумительное, но я, к несчастью, был пьян“».
Главный пункт критики в отношении романа «Женщины» связан со специфической манерой изображения противоположного пола в романе. Так, Яни Корхонен (швед. Jani Korhonen) писал:

У главного героя, Генри Чинаски, по большей части негативный взгляд на женщин; для него все они — хищны и вероломны, их привлекают деньги и ничего, кроме денег. Реальные же причины разрывов всех его отношений надуманы самим Чинаски. Это [убеждённость в том, что женщин интересуют только деньги и молодость] просто способ поддерживать ложное представление, что все они — агрессивные и вероломные шлюхи.
Аналогичного мнения придерживается и автор книги «Charles Bukowski: Autobiographer, Gender Critic, Iconoclast» Девид Чарлсон (англ. David Charlson), указывая, что именно женщины, не Чинаски, в романе предстают агрессорами. Рассел Харрисон (англ. Russel Harrison), один из авторов сборника «Against the American dream: essays on Charles Bukowski», в свою очередь, отмечал «мужской шовинизм (сексизм), который нельзя отрицать» и писал, что несмотря на то, что роман назван «Женщины», можно очевидно наблюдать ироническое противоречие, выражаемое главным героем-бабником. Сам Буковски по данному вопросу придерживался иного мнения; в ответ на вопрос журналиста о «мачистском, женоненавистническом образе», культивируемом в его книгах, писатель отвечал: «Образ этот кочует из уст в уста у тех, кто не прочёл всего, всех страниц. Это скорее такое сарафанное радио, сплетни».

## Издания
Первое американское издание:
- Bukowski, Charles. Women. — 1 изд. — US.: Black Sparrow Press, 1978. — ISBN 9780876853917.

В Соединённых Штатах книга неоднократно переиздавалась в 1978, 1979, 1980, 1981, 1987, 1988, 1989, 1993, 1998, 2000, 2001, 2002, 2006, 2007 и 2009 годах компаниями Black Sparrow Press, Allison and Busby, HarperCollins Publishers, Ecco Press и Virgin Books.
В Европе издателями книги в разное время выступали Grasset (Франция, 1981), Star (Великобритания, 1981), Wild & Woolley (Австралия, 1979) и др.
Российские издания:
- Буковски, Чарльз. Женщины = Women. — СПб.: Новое культурное пространство, 2001. — 320 с. — (Книги Бука). — 1000 экз. — ISBN 5-900786-47-1.
- Буковски, Чарльз. Женщины = Women. — М.: Глагол, 2001. — 288 с. — ISBN 5-87532-049-4.
- Буковски, Чарльз. Женщины = Women. — М.—СПб.: Эксмо, Домино, 2007. — 432 с. — (Book Revolution). — 5100 экз. — ISBN 978-5-699-23802-6.
- Буковски, Чарльз. Женщины = Women. — М.—СПб.: Эксмо, Домино, 2009. — 432 с. — (Pocket Book). — 5000 экз. — ISBN 978-5-699-37887-6.
- Буковски, Чарльз. Женщины = Women. — М.—СПб.: Эксмо, Домино, 2010. — 432 с. — 4000 экз. — ISBN 978-5-699-41777-3.

## Использованная литература и источники
1. ↑  Буковски, Чарльз. Задняя обложка // Фактотум = Factotum. — М.: АСТ, Астрель, 2010. — 256 с. — (Альтернатива). — ISBN 978-5-271-28187-7.
2. ↑  The Making of RoboCop (англ.). RoboCop Archive. Дата обращения: 16 января 2011. Архивировано 17 августа 2011 года.
3. ↑  
Гамперт, Роберт (Robert Gumpert). Перо и выпивка (англ.) = Pen and Drink // Weekend Guardian : Газета. — US., 1991. — Iss. 14—15 Декабря.
4. 1 2 3  Буковски, Чарльз. Женщины = Women. — М., СПб.: Эксмо; Домино, 2010. — 432 с. — ISBN 978-5-699-41777-3.
5. 1 2 3 4 5 6 7 8 9 10 11  Sounes, Howard. Charles Bukowski: Locked in the Arms of a Crazy Life: the biography. — US.: Groove Press, 1999. — 309 p. — ISBN 0-8021-3697-4.
6. 1 2  
Бизио, Сильвиа (Bizio, Silvia). Цитаты старого козла (англ.) = Quotes of a Dirty Old Man // High Times : Газета. — US., January 1982. — P. 33—36.
7. ↑  Медведев, К., Агафонов Г.. Чарльз Буковски. Стихи. Журнальный зал. Иностранная литература.. magazines.russ.ru. Дата обращения: 16 января 2011. Архивировано 9 января 2012 года.
8. ↑  
Шенетье, Марк (Chenetier, Marc). Чарльз Буковски, интервью: Лос-Анджелес, 19 августа 1975 года (англ.) = Charles Bukowski, An Interview: Los Andgeles, August 19, 1975 // Northwest Review : Газета. — LA., 1977. — Iss. XVI, no. 3. — P. 5—24.
9. 1 2 3 4 5  Cherkovski, Neeli. Hank: the life of Charles Bukowski. — NY.: Random House, 1991. — 337 p. — ISBN 0-394-57526-1.
10. 1 2  Charlson, David. Charles Bukowski: Autobiographer, Gender Critic, Iconoclast. — KY.: Trafford Publishing, 2010. — 109 p. — ISBN 1-4120-5966-6.
11. 1 2  Biography for Charles Bukowski (англ.). The Internet Movie Database. imdb.com. Дата обращения: 16 января 2011. Архивировано 17 августа 2011 года.
12. ↑  Гленн Эстерли (Glenn Esterly). Бук: Рябая поэзия Чарльза Буковски — заметки старого козлячества (англ.) = Buk: The Rock-Mated Poetry of Charles Bukowski — Notes of a Dirty Old Man // Rolling Stone : Журнал. — США, 1976. — Iss. 215. — P. 33—34.
13. 1 2  Berton, Justin. Charles Bukowski love letters sold, maybe more (англ.). SFGate.com (18 сентября 2009). Дата обращения: 25 апреля 2011. Архивировано 17 августа 2011 года.
14. ↑  Wood, Pamela. Charles Bukowski's Scarlet. — US.: Sun Dog Press, 2010. — 240 p. — ISBN 0941543587.
15. ↑  Мэри Энн Суисслер (Mary Ann Swissler). Буковски вспоминает: Уличный мудрец говорит о жизни на городском дне, женщинах и своих семидесяти годах (англ.) = Bukowski Reflects: The Street Smart Sage Discusses Skid Row, Women, and Life at 70 // Village View: The Westside Weekly : Газета. — США, 1990. — Vol. 5, iss. 30 ноября - 6 Декабря, no. 17. — P. 20—21.
16. ↑  Timeline (англ.). bukowski.net. Дата обращения: 8 ноября 2010. Архивировано 17 августа 2011 года.
17. ↑  O'Neil, Amber. Blowing My Hero. — US.: Amber O'Neil Productions, 1995. — 29 с.
18. ↑  Customer Reviews: Women:A Novel (англ.). amazon.com. Дата обращения: 6 мая 2011. Архивировано 17 августа 2011 года.
19. ↑  Women by Charles Bukowski (англ.). weread.com. Дата обращения: 6 мая 2011. Архивировано 17 августа 2011 года.
20. ↑  Women by Charles Bukowski (англ.). shelfari.com. Дата обращения: 6 мая 2011. Архивировано 17 августа 2011 года.
21. ↑  Women by Charles Bukowski (англ.). goodreads.com. Дата обращения: 6 мая 2011. Архивировано 17 августа 2011 года.
22. ↑  Women: A Novel by Charles Bukowski (англ.). librarything.com. Дата обращения: 6 мая 2011. Архивировано 17 августа 2011 года.
23. ↑  McDonough, Conner. Charles Bukowski’s Influential Manifesto of Depravity (англ.). The Minaret Online. theminaretonline.com (27 октября 2010). Дата обращения: 9 декабря 2010. Архивировано 17 августа 2011 года.
24. ↑  Hemmingson, Michael. The Dirty Realism Duo: Charles Bukowski & Raymond Carver. — Wildside Press LLC, 2008. — P. 58. — 184 p. — ISBN 9781434402578.
25. ↑  Women by Charles Bukowski (англ.). goodreads.com. Дата обращения: 16 января 2011. Архивировано 17 августа 2011 года.
26. ↑  Семеляк, Максим. Книга «Женщины». afisha.ru (17 июня 2001). Дата обращения: 30 апреля 2011. Архивировано 8 ноября 2016 года.
27. ↑  Korhonen, Jani. The Portrayal of Women in the Novels of Charles Bukowski (англ.) (PDF). Luleå University of Technology Department of Languages and Culture. epubl.ltu.se (2006). Дата обращения: 29 апреля 2011. Архивировано 23 января 2012 года.
28. ↑  Harrison, Russel. Against the American dream: essays on Charles Bukowski. — David R. Godine Publisher, 1994. — 323 p. — ISBN 9780876859599.
29. ↑  
Суисслер, Мэри Энн (Swissler, Mary Ann). Буковски вспоминает: Уличный мудрец говорит о жизни на городском дне, женщинах и своих семидесяти годах (англ.) = Bukowski Reflects: The Street Smart Sage Discusses Skid Row, Women, and Life at 70 // Village View: The Westside Weekley : Газета. — US., November 30 - December 6, 1990. — Vol. 5, no. 17. — P. 20—21.